# Стефані Тіббітс
Стефані Тіббітс (англ. Stephanie Tibbits; нар. 26 лютого 1975) — колишня канадська тенісистка.
Найвищу одиночну позицію світового рейтингу — 368 місце досягла 15 листопада 1993, парну — 427 місце — 18 жовтня 1993 року.
Здобула 1 парний титул туру ITF.

## Фінали ITF

### Парний розряд: 1 (1–0)
| Результат | Ранг | Дата         | Турнір                            | Покриття | Партнерка   | Суперниці                    | Рахунок  |
| --------- | ---- | ------------ | --------------------------------- | -------- | ----------- | ---------------------------- | -------- |
| Перемога  | 1.   | 3 липня 1994 | Колумбія (Південна Кароліна), США | Тверде   | Енні Міллер | Емілі Бонд Ліндсей Лі-Вотерс | 7–5, 6–4 |